# 龜雖壽
《龜雖壽》是曹操樂府歌辭《步出夏门行》的第四解，這一組詩包括五個部分，首篇為序，以下各篇分別取詩句命名，依次是《觀滄海》、《冬十月》、《河朔寒》、《龜雖壽》。建安十二年（207年），曹操平定北方烏桓，基本上北方完成統一，班師途中，詩吟：
|  | 神龟虽寿，犹有竟时。螣蛇乘雾，终为土灰。老骥伏枥，志在千里。烈士暮年，壮心不已。盈缩之期，不但在天。养怡之福，可得永年。幸甚至哉，歌以咏志。 |

## 基本釋義
這首詩的開頭以神龜雖然長壽，始終還有死的時候；騰蛇縱能駕霧升天，終也得死去變成塵土。然而「老驥伏櫪，志在千里」，曹操當時雖已五十三歲，但仍如伏在馬槽的千里馬一樣，志向還在奔馳千里。這裡的「志在千里」實在可圈可點。此詩為曹操破烏桓大捷後所作，暗示曹操志不在烏桓，而在千里之外的南方。觀當時形勢，公元207年，曹操平定烏桓而歸，整個北方和中原大致略定，餘下來的就只有南方的劉表、劉備，和江東的孫權。故此，曹操「志在千里」可見其統一天下的野心。而事實上，翌年，即建安十三年（公元208年），曹操確曾揮大軍南下，圖一舉收復劉備、孫權。可惜在赤壁之戰中大敗，實乃曹操之所料不及。姑且勿論曹操其後能否平定千里，其雄霸千里的慾望和野心，由這首詩中真可以略窺一二。

## 相關評介
《龜雖壽》的首四句以「神龜」、「螣蛇」喻作長壽齊天，但仍有盡頭，「猶有竟時」。當時為建安十二年（公元207年），距漢初高祖立國已隔四百多年，在中國歷史上也算是長壽強盛的王朝了。然則，這裡「神龜」、「螣蛇」可另有隱義，暗指漢家王朝呢？此實難以推敲，但當時操已穩操北方，上下歸心，又挾持漢帝，其威勢已絕不在天子之下，曹操尚且「志在千里」，年屆半百仍「壯心不已」。如此雄心也當稱得上亂世之梟雄了！